# Mstiniidae
Mstiniidae es una familia de foraminíferos bentónicos cuyos taxones han sido tradicionalmente incluidos en la familia Tournayellidae, de la superfamilia Tournayelloidea, del suborden Fusulinina y del orden Fusulinida. Su rango cronoestratigráfico abarca desde el Tournaisiense (Carbonífero inferior) hasta el Moscoviense (Carbonífero superior).

## Discusión
Clasificaciones más recientes incluyen Mstiniidae en la superfamilia Mstinioidea, del suborden Tournayellina, del orden Tournayellida, de la subclase Fusulinana y de la clase Fusulinata.

## Clasificación
Mstiniidae incluye a las siguientes familia y géneros:
- Subfamilia Mstiniinae
  - Condrustella †
  - Mstinia †

También se ha incluido en Mstiniidae el siguiente género:
- Haplophragmina †, anteriormente en la familia Endothyridae.